# Catterino Cavos

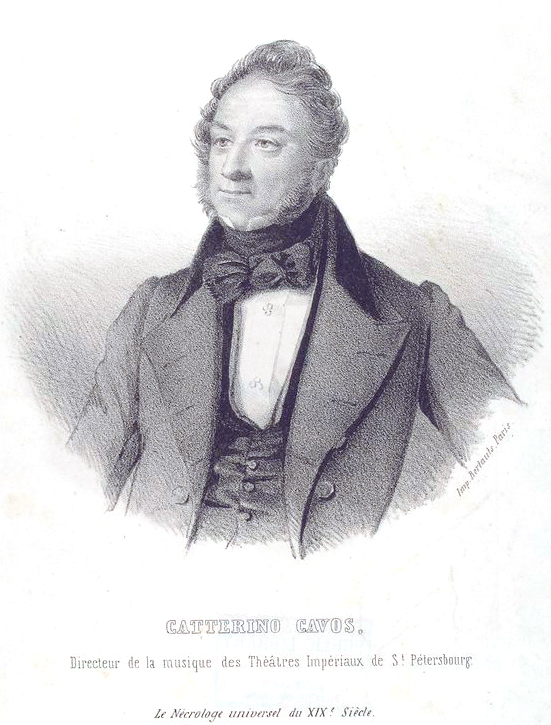
Catterino Cavos.

Catterino Cavos, född 30 oktober 1775 i Venedig, död 28 april 1840, var en italiensk tonsättare, verksam i Ryssland.
Cavos blev 1797 operakapellmästare i Sankt Petersburg. År 1832 blev han direktör för samtliga kejserliga orkestrar. Cavos blev föregångare till Michail Glinka som skapare av rysk-nationell opera byggd på folkton. Han skrev en opera, Livet för tsaren (1798), med ett sådant tema.